# Parijs-Brussel 1907
De derde editie van de wielerwedstrijd Parijs-Brussel (vanaf 2013; Brussels Cycling Classic) werd gehouden op 10 juni 1907. De koers startte in de Franse plaats Parijs en finishte in de Belgische plaats Brussel. De Fransman Charles Crupelandt won de wedstrijd. 

## Uitslag
| Plaats  | Naam                 | Tijd      |
| ------- | -------------------- | --------- |
| Winnaar | Gustave Garrigou     | 14u32'00" |
| 2       | Charles Crupelandt   | + 1'24"   |
| 3       | Robert Wancour       | + 1'52"   |
| 4       | Cyrille Van Hauwaert | + 5'00"   |
| 5       | Georges Landrieux    | + 7'10"   |
| 6       | François Faber       | + 27'42"  |
| 7       | Servais Toussaint    | + 29'05"  |
| 8       | André Blaise         | + 31'27"  |
| 9       | Pierre Privat        | + 57'30"  |
| 10      | Omer Beaugendre      | z.t.      |

1893 · 
1894 - 1905 · 
1906 · 
1907 · 
1908 · 
1909 · 
1910 · 
1911 · 
1912 · 
1913 · 
1914 · 
1915 · 
1916 · 
1917 · 
1918 · 
1919 · 
1920 · 
1921 · 
1922 · 
1923 · 
1924 · 
1925 · 
1926 · 
1927 · 
1928 · 
1929 · 
1930 · 
1931 · 
1932 · 
1933 · 
1934 · 
1935 · 
1936 · 
1937 · 
1938 · 
1939 · 
1940 - 1945 · 
1946 · 
1947 · 
1948 · 
1949 · 
1950 · 
1951 · 
1952 · 
1953 · 
1954 · 
1955 · 
1956 · 
1957 · 
1958 · 
1959 · 
1960 · 
1961 · 
1962 · 
1963 · 
1964 · 
1965 · 
1966 · 
1967 - 1972 · 
1973 · 
1974 · 
1975 · 
1976 · 
1977 · 
1978 · 
1979 · 
1980 · 
1981 · 
1982 · 
1983 · 
1984 · 
1985 · 
1986 · 
1987 · 
1988 · 
1989 · 
1990 · 
1991 · 
1992 · 
1993 · 
1994 · 
1995 · 
1996 · 
1997 · 
1998 · 
1999 · 
2000 · 
2001 · 
2002 · 
2003 · 
2004 · 
2005 · 
2006 · 
2007 · 
2008 · 
2009 · 
2010 · 
2011 ·
2012 · 
2013 ·
2014 ·
2015 ·
2016 ·
2017 ·
2018 ·
2019 ·
2020 · 
2021 · 
2022 · 
2023 · 
2024 · 
2025